# Степанов, Александр Алексеевич
Александр Алексеевич Степанов (15 сентября 1925, дер. Малиновка, Псковская губерния — 24 апреля 1999, Санкт-Петербург) — советский военнослужащий, участник Великой Отечественной войны, Герой Советского Союза (29.06.1945). Полковник.

## Биография
Александр Степанов родился 15 сентября 1925 года в деревне Малиновка (ныне — Себежский район Псковской области). После окончания семи классов школы работал в колхозе. 
В начале Великой Отечественной войны оказался в оккупации, воевал в составе партизанского разведотряда при Калининском областном штабе партизанского движения. После освобождения Секбежского района и соединения отряда с наступавшими войсками в январе 1943 года Степанов был призван на службу в Рабоче-крестьянскую Красную Армию. С того же года — на фронтах Великой Отечественной войны. Воевал в составе 115-й стрелковой дивизии на 2-м и 1-м Прибалтийском, 3-м Белорусском фронтах. Участвовал в Старорусско-Новоржевской, Псковской, Режицко-Двинской, Мадонской, Прибалтийской наступательных операциях. В начале Восточно-Прусской наступательной операции в бою 19 января 1945 года был ранен, вскоре вернулся в строй.
К апрелю 1945 года сержант Александр Степанов командовал отделением 292-го стрелкового полка 115-й стрелковой дивизии 103-го стрелкового корпуса 2-й гвардейской армии 3-го Белорусского фронта. Отличился во время боёв в Восточной Пруссии.
13 апреля 1945 года во время прорыва немецкой обороны на Земландском полуострове Степанов первым ворвался в немецкую траншею и лично уничтожил 2 пулемётные точки и около 10 солдат противника. 14 апреля 1945 года, подобравшись к укреплённому узлу немецкой обороны Шлякалькен, Степанов забросал его гранатами, уничтожив 2 пулемёта и расчёт немецкого орудия. 15 апреля 1945 года Степанов поднял в атаку свой взвод у посёлка Гермау и захватил немецкие траншеи, при этом сам был ранен, но остался в строю. 19 апреля 1945 года вновь был ранен.
Указом Президиума Верховного Совета СССР от 29 июня 1945 года за мужество и героизм, проявленные на фронте борьбы с немецкими захватчиками сержант Александр Степанов был удостоен высокого звания Героя Советского Союза с вручением ордена Ленина и медали «Золотая Звезда» за номером 8246.
После окончания войны Степанов продолжил службу в Советской Армии. В 1948 году он окончил Ленинградское военно-политическое училище, в 1958 году — Военно-политическую академию имени В. И. Ленина. Служил на политработе в войсках, с 1973 года преподавал в Ленинградском высшем военном инженерно-строительным училище имени генерала армии А. Н. Комаровского.
В 1986 году полковник А. А. Степанов вышел в отставку. Проживал в Санкт-Петербурге.
Скончался 24 апреля 1999 года, похоронен на Смоленском кладбище Санкт-Петербурга.
Был также награждён орденом Красного Знамени (18.02.1945), орденами Отечественной войны 1-й (11.03.1985) и 2-й (30.11.1946) степеней, орденом «За службу Родине в Вооружённых Силах СССР» 3-й степени, медалью «За отвагу» (24.08.1944), рядом других медалей.
В 1985 году именем А. А. Степанова названа улица в пгт. Донское Светлогорского городского округа (бывшая ул. Калининградская).